# Nebulosa de la Calabaza
La nebulosa de la Calabaza, conocida también como nebulosa del Huevo Podrido o por su nombre técnico OH 231.84 +4.22, es una protonebulosa planetaria situada en la constelación de Puppis. Recibe el nombre de nebulosa de la Calabaza por su peculiar forma. El otro sobrenombre, nebulosa del Huevo Podrido, alude a la gran cantidad de compuestos sulfurosos presentes en ella, lo que produciría un desagradable olor si se pudiera estar allí para comprobarlo. Tiene aproximadamente 1,4 años luz de largo y se encuentra en el cúmulo abierto M46, a unos 5000 años luz de distancia.
La nebulosa se compone fundamentalmente de gas expulsado por la estrella central y posteriormente acelerado en direcciones opuestas. El gas ha alcanzado enormes velocidades de hasta 1,5 millones de km/h. La mayor parte de la masa estelar se encuentra ahora en estas estructuras bipolares de gas.
Un equipo de astrónomos españoles y americanos, utilizando el telescopio espacial Hubble, ha estudiado cómo el chorro de gas golpea contra el material que se encuentra a su alrededor (en azul en la imagen). Debido a la gran velocidad del gas, el impacto crea frentes de choque que calientan el gas. Aunque cálculos con ordenador habían predicho la existencia y estructura de estos choques desde hace tiempo, observaciones previas no habían podido demostrar esta teoría. En color amarillo aparece el gas que fluye desde la estrella a gran velocidad. Una ancha banda de gas y polvo oculta la estrella central. Esta es una variable Mira que recibe el designador variable QX Puppis.
La mayor parte del gas que se observa ahora parece haber sido repentinamente acelerado hace solo unos 800 años. Los astrónomos creen que en otros 1000 años la nebulosa se convertirá en una nebulosa planetaria plenamente desarrollada.